# Phùng Thanh Kiểm
Phùng Thanh Kiểm (sinh 1958) là một chính khách Việt Nam. Ông nguyên là đại biểu Quốc hội Việt Nam khóa XII, thuộc đoàn đại biểu Lạng Sơn, Chủ tịch Hội đồng nhân dân tỉnh Lạng Sơn, Bí thư Tỉnh ủy Lạng Sơn.